# Cacosternum plimptoni
Espèce
Statut de conservation UICN

 LC  : Préoccupation mineure
Cacosternum plimptoni est une espèce d'amphibiens de la famille des Pyxicephalidae.

## Répartition
Cette espèce est endémique du centre-Est de l'Afrique. Elle se rencontre :
- dans le nord de la Tanzanie ;
- dans le Sud du Kenya ;
- en Éthiopie dans la région d'Oromia.

## Étymologie
Cette espèce est nommée en l'honneur de George Plimpton.

## Publication originale
- Channing, Brun, Burger, Febvre & Moyer, 2005 : A new cryptic Dainty Frog from East Africa (Anura: Ranidae: Cacosternum). African Journal of Herpetology, vol. 54, p. 139-148.